# امامزاده سلطان حسین
امامزاده سلطان حسین زیارتگاهی است که در ۱۳ کیلومتری مرکز شهرستان نطنز در استان اصفهانِ ایران قرار دارد.
قدمت این بنای ثبت ملی به عصر صفویه رسیده و دارای گنبدی دوپوش و فیروزه رنگ به ارتفاع ۲۰ متر است. مساحت صحن امامزاده و زیارتگاه ۷۰۰ متر مربع است. در داخل حرم ضریحی فلزی روی سنگ مزار این امامزاده بزرگوار قرار گرفته است. دیوارهای حرم تا سقف نقاشی شده که قدمت آن به دوران صفویه رسیده و در دوران قاجاریه مرمت و بازسازی و تکمیل گردیده است.
این امامزاده بزرگوار نسب شریفشان به حضرت امام هادی (علیه السلام) می رسد. ایشان عموی حضرت امام زمان (عجل الله تعالی فرجه) و برادر حضرت امام حسن عسکری (علیه السلام) و فرزند بلافصل حضرت امام هادی (علیه السلام) می باشد. امام هادی (علیه السلام) چهار فرزند پسر داشتند به نامهای حسن (علیه السلام) ملقب به امام حسن عسگری (علیه السلام) که در سامرا به خاک سپرده شده اند و محمد (علیه السلام) که به سید محمد معروف می باشند و ایشان نیز در نزدیکی سامرا به خاک سپرده شده اند 
و جعفر که به جعفر کذاب معروف می باشد که خود را به کذب امام معرفی کرده بودند  اما روایت است که جعفر بعد ها توبه کرد
و فرزند بعدی حسین (علیه السلام) که به شاه سلطان حسین (علیه السلام) معروف می باشند، در همدان و قزوین (و چه بسا بسیاری از جاهای دیگر) هم موردی با داستانی شبیه به این مورد وجود دارد.

## موقعیت جغرافیایی
این بنا در نزدیکی روستای ابیازن از توابع شهرستان نطنز واقع شده‌است که از مرکز شهر نطنز ۱۳ کیلومتر فاصله دارد.
این زیارتگاه در حاشیه آزادراه اصفهان - نطنز - کاشان قرار دارد و دارای موقعیت زیارتی و گردشگری است.
برخی باور دارند ایشان در مسجد جامع همدان دفن هستند اما این باور اشتباه است